# Scherzi a Parte
Scherzi a parte es un programa de televisión italiano del género cámara franca emitido desde el 9 de febrero de 1992 en horario de máxima audiencia, primero en Italia 1 y luego en Canale 5. En 2012 el título pasó a ser Scherzi a parte Varietà mientras que en 2015 cambió a Le Iene presentano: Scherzi a parte (la edición fue creada en colaboración con Le Iene). Desde 2018 vuelve a llamarse Scherzi a parte.

## El programa
Nacido de una idea de Fatma Ruffini y Salvatore De Pasquale, alias Depsa, el programa está en el aire desde 1992 y, desde la primera edición, ha sido muy popular, hasta el punto de hacer que la expresión Sei su Scherzi a parte! cuando una "víctima" se encuentra en una situación absurda y paradójica durante la cual no sucede nada grave o preocupante. En el esquema del programa, los autores acuerdan con unos cómplices organizar una broma a la "víctima" elegida. El programa es en cierto modo heredero directo del famoso programa estadounidense Candid Camera en el que, para atraer a una mayor audiencia, las víctimas de las bromas son personajes extraídos del mundo del espectáculo, el cine, la música, el periodismo y la política. todos más o menos famosos.
La primera edición del programa se emitió a partir del 9 de febrero de 1992 en Italia 1 con la dirección de Teo Teocoli y Gene Gnocchi. Desde 1993, debido al éxito obtenido, el programa se promociona en Canale 5 con la conducción confirmada de Teocoli y Gnocchi. En 1997 volvió a Italia 1 y en la siguiente edición, dos años después, en 1999, volvió a Canale 5, donde permaneció hasta la undécima edición. El 2 de abril de 2012, tras una pausa de tres años y medio, se emitió la duodécima edición totalmente renovada, conducida por Luca e Paolo.
Tras otro paréntesis de tres años, en 2015 el programa volvió al aire con solo dos episodios en una revolucionada edición titulada Le Iene presentano: Scherzi a parte. Los chistes, creados por la redacción de Le Iene, se muestran íntegramente durante su preparación y realización antes de ser puestos en acción. El programa cambia completamente con respecto a las ediciones pasadas: no presenta chistes en el estudio ni bailarines, sino solo el público sentado alrededor de Paolo Bonolis que presenta los videos de los chistes con breves monólogos cómicos y, posteriormente, presenta a las víctimas de los chistes en el estudio entrevistándolos sentados a ambos en un banco. Después de otros 3 años de pausa, el programa vuelve al aire en 2018, del 9 al 30 de noviembre para 4 episodios, nuevamente con Paolo Bonolis como presentador. Después de otros tres años de ausencia, el programa regresó en 2021 todos los domingos del 12 de septiembre al 17 de octubre para 6 episodios (en lugar de la transmisión Live - Non è la d'Urso cerrado por bajos índices de audiencia), esta vez con Enrico Papi presentando (que vuelve así a Mediaset tras unos años en Sky Italia) sustituyendo a Paolo Bonolis y devolviendo la emisión a excelentes índices de audiencia.
En 2022, después de las reposiciones de la decimoquinta temporada emitidas en Canale 5 del 9 de junio al 14 de julio, el programa volvió a emitirse en la misma cadena con la decimosexta edición del 18 de septiembre al 16 de octubre con cinco episodios presentados por Enrico Papi seguidos de un episodio especial. Además, por primera vez desde 1995, esta nueva edición se produce un año después de la anterior.

## Ediciones
| Edición | Red de televisión | Título del programa                | Período                  | Período                 | Apuestas | Conducción       | Conducción        | Conducción         | Conducción         | Conducción         | Dirección       |
| Edición | Red de televisión | Título del programa                | Comenzar                 | Fin                     | Apuestas | Conducción       | Conducción        | Conducción         | Conducción         | Conducción         | Dirección       |
| ------- | ----------------- | ---------------------------------- | ------------------------ | ----------------------- | -------- | ---------------- | ----------------- | ------------------ | ------------------ | ------------------ | --------------- |
| 1       | Italia 1          | Scherzi a parte                    | 9 de febrero de 1992     | 3 de mayo de 1992       | 11       | Teo Teocoli      | Gene Gnocchi      | Angela Melillo     | Gabriella Labate   | Marco Balestri     | Anna Forghieri  |
| 2       | Canale 5          | Scherzi a parte                    | 22 de enero de 1993      | 16 de abril de 1993     | 13       | Teo Teocoli      | Gene Gnocchi      | Pamela Prati       | Pamela Prati       | Pamela Prati       | Silvia Arzuffi  |
| 3       | Canale 5          | Scherzi a parte                    | 4 de marzo de 1994       | 6 de mayo de 1994       | 10       | Teo Teocoli      | Massimo Boldi     | Pamela Prati       | Pamela Prati       | Pamela Prati       | Silvia Arzuffi  |
| 4       | Canale 5          | Scherzi a parte                    | 13 de octubre de 1995    | 22 de diciembre de 1995 | 11       | Teo Teocoli      | Massimo Lopez     | Massimo Lopez      | Simona Ventura     | Simona Ventura     | Silvia Arzuffi  |
| 5       | Italia 1          | Scherzi a parte                    | 3 de octubre de 1997     | 19 de diciembre de 1997 | 12       | Massimo Lopez    | Lello Arena       | Lello Arena        | Elenoire Casalegno | Elenoire Casalegno | Silvia Arzuffi  |
| 6       | Canale 5          | Scherzi a parte                    | 24 de septiembre de 1999 | 26 de noviembre de 1999 | 10       | Marco Columbro   | Simona Ventura    | Denny Méndez       | Denny Méndez       | Gloria Bellicchi   | Mario Bianchi   |
| 7       | Canale 5          | Scherzi a parte                    | 15 de marzo de 2002      | 24 de mayo de 2002      | 11       | Teo Teocoli      | Michelle Hunziker | Michelle Hunziker  | Massimo Boldi      | Massimo Boldi      | Mario Bianchi   |
| 8       | Canale 5          | Scherzi a parte                    | 26 de septiembre de 2003 | 19 de diciembre de 2003 | 13       | Teo Teocoli      | Manuela Arcuri    | Anna Maria Barbera | Anna Maria Barbera | Marco Milano       | Mario Bianchi   |
| 9       | Canale 5          | Scherzi a parte                    | 30 de enero de 2005      | 17 de abril de 2005     | 11       | Alessia Marcuzzi | Diego Abatantuono | Diego Abatantuono  | Massimo Boldi      | Massimo Boldi      | Duccio Forzano  |
| 10      | Canale 5          | Scherzi a parte                    | 19 de enero de 2007      | 20 de abril de 2007     | 13       | Claudio Amendola | Valeria Marini    | Cristina Chiabotto | Katia & Valeria    | Alfonso Signorini  | Duccio Forzano  |
| 11      | Canale 5          | Scherzi a parte                    | 29 de enero de 2009      | 19 de marzo de 2009     | 8        | Claudio Amendola | Belén Rodríguez   | Belén Rodríguez    | Teo Mammucari      | Teo Mammucari      | Roberto Cenci   |
| 12      | Canale 5          | Scherzi a parte Varietà            | 2 de abril de 2012       | 21 de mayo de 2012      | 8        | Luca e Paolo     | Luca e Paolo      | Luca e Paolo       | Luca e Paolo       | Luca e Paolo       | Massimo Fusi    |
| 13      | Canale 5          | Le Iene presentano Scherzi a parte | 12 de enero de 2015      | 19 de enero de 2015     | 2        | Paolo Bonolis    | Paolo Bonolis     | Paolo Bonolis      | Paolo Bonolis      | Paolo Bonolis      | Stefano Vicario |
| 14      | Canale 5          | Scherzi a parte                    | 9 de noviembre de 2018   | 30 de noviembre de 2018 | 4        | Paolo Bonolis    | Paolo Bonolis     | Paolo Bonolis      | Paolo Bonolis      | Paolo Bonolis      | Stefano Vicario |
| 15      | Canale 5          | Scherzi a parte                    | 12 de septiembre de 2021 | 17 de octubre de 2021   | 6        | Enrico Papi      | Enrico Papi       | Enrico Papi        | Enrico Papi        | Enrico Papi        | Roberto Cenci   |
| 16      | Canale 5          | Scherzi a parte                    | 18 de septiembre de 2022 | 16 de octubre de 2022   | 5        | Enrico Papi      | Enrico Papi       | Enrico Papi        | Enrico Papi        | Enrico Papi        | Roberto Cenci   |

## Señalar y escuchar

### Primera edición (1992)
En Italia 1 del 9 de febrero al 3 de mayo de 1992, durante once episodios. Directores: Teo Teocoli y Gene Gnocchi con Gabriella Labate, Angela Melillo y Marco Balestri. Entre las bromas, las inolvidables que hizo contra Giorgio Faletti, Wendy Windham, Enrica Bonaccorti, Marta Flavi y Rita Pavone.

#### El primer chiste emitido
La primera broma en la historia del programa tuvo lugar en 1992 y la víctima fue Giorgio Faletti: el comediante tomó un taxi para ir a trabajar, conducido sin su conocimiento por el doble de acción Holer Togni. Al principio, se insertó una mordaza con un gitano pidiendo y lanzando una especie de maldición. El plató luego se trasladó a una calle cerrada al tráfico donde había una decena de extras: aquí el taxi comenzó a derrapar, con el riesgo de atropellar a algunos transeúntes, en realidad extras, se estrelló contra un carro, chocó contra un obstáculo en medio de la calle. y avanzaba sobre dos ruedas, en medio de los gritos desesperados de Faletti, y finalmente se estrellaba a toda velocidad contra una pared de falsos ladrillos. Al final de la broma, con el vehículo parado, el taxista pidió la tarifa, veinticinco mil liras, pero Faletti respondió que en lugar de las liras solo le daría "veinticinco mil patadas en el culo", después que se reveló el chiste.

#### Italia cantando
En la primera y segunda ediciones de Scherzi a parte, Marco Balestri fue el autor de la "broma arreglada" Italia che canta, donde se alojaban cantantes, uno por cada episodio, con el propósito de cantar una canción. Las víctimas creían estar vinculadas en vivo con Japón o Rusia con nada menos que 30 millones de espectadores, pero en realidad solo estaban vinculadas con la dirección de ese mismo estudio.
Una vez que comenzó la canción, ocurrieron algunos "imprevistos", como la base que acelera o frena, un amplificador que explota, el escenario que sube o baja, peleas en el estudio. Cuando el cantante volvió a sentarse para una entrevista con Balestri, el sillón empezó a calentarse. Solo después de haber cerrado la conexión falsa, Marco Balestri le anuncia al cantante, oa la cantante, que está en Scherzi a parte . Entre las "víctimas": Pupo, Andrea Mingardi, Jo Squillo, Nilla Pizzi, Orietta Berti, Dario Baldan Bembo, Bruno Lauzi, Little Tony y el Dik Dik.
- Primero episodio: Giorgio Faletti, Peppino di Capri, Wendy Windham, Enrico Ferri, Jo Squillo, Roberto Mancini y Gianluca Vialli.
- Segundo episodio: Enrica Bonaccorti, Andrea Mingardi, Emilio Fede, Maurizio Ferrini, Sergio Vastano, Carmen Russo .
- Tercero episodio: Rita Pavone, Patrizia Rossetti, Mino Reitano, Little Tony, Maurizio Mosca, Antonella Clerici.
- Cuarto episodio: Maria Teresa Ruta, Marta Flavi, Fiorella Pierobon, Bruno Lauzi, Andrea Roncato, Gabriella Labate.
- Quinto episodio: Sandra Milo, Orietta Berti, Vittorio Sgarbi, Lorella Cuccarini, Giuliano Ferrara, Corinne Cléry .
- Sexto episodio: Gigi Marzullo, Gino Cogliandro, Gianfranco Funari, Debora Caprioglio, Dario Baldan Bembo, Maria Giovanna Elmi, Jerry Calà.
- Séptimo episodio: Iva Zanicchi, Mal, Luca Barbareschi, Marco Columbro, Daniele Formica, Giannina Facio, Pupo.
- Octavo episodio: Cesare Cadeo, Remo Girone, Claudio Caniggia, Clarissa Burt, Dik Dik, Salvatore Schillaci.
- Noveno episodio: Roberto D'Agostino, Gianluca Pagliuca, Nilla Pizzi, Barbara Bouchet, Giobbe Covatta, Gianni Rivera y Sandro Mazzola .
- Décimo episodio: Mario Merola, Zucchero Fornaciari, Pamela Prati, Giucas Casella, Paolo Bonolis, Giuseppe Bergomi y Franco Baresi .
- Undécimo episodio: Pino Caruso, Sandra Mondaini, Massimo Catalano, Claudio Amendola, Enrico Beruschi.

### Segunda edición (1993)
La segunda edición se emitió en Canale 5 del 22 de enero al 16 de abril de 1993, con trece episodios. Directores: Teo Teocoli, Gene Gnocchi y Pamela Prati. Autores: Flavio Andreini, Riccardo di Stefano y Dario Viola. Tras el rotundo éxito de la primera edición, Scherzi a parte aterriza en Canale 5 . Entre las bromas que han pasado a la historia de esta edición están las realizadas sobre el "daño" de Leo Gullotta, atacado por un tigre, de Simona Marchini, testigo incrédula de un improbable rayo, y de Enrico Mentana, convocado por la Corte de Milán. También víctimas: Maurizio Costanzo, Fabrizio Frizzi, Moira Orfei, Sandra Mondaini, Cristina D'Avena, Gianfranco Fini.
- Primero episodio: Gianni Bugno, Maurizio Costanzo, Leo Gullotta, Simona Marchini, Fabrizio Frizzi, Enrico Mentana, Gianfranco Rosi.
- Segundo episodio: Mariangela Melato, Ottavia Piccolo, Mario Marenco, Roberto Gervaso, Gabriella Carlucci, Gabriele Salvatores, Brigitte Nielsen.
- Tercero episodio: Moira Orfei, Alessandro Altobelli, Florinda Bolkan, Giuseppe Signori, Marta Marzotto, Giampiero Mughini, Edwige Fenech, Fabio Testi .
- Cuarto episodio: Stefano Tacconi, Dalila Di Lazzaro, Paola Quattrini, Massimo Boldi, Andrea Lucchetta, Andy Luotto.
- Quinto episodio: Ombretta Colli, Giacomo Agostini, Moana Pozzi, Orso Maria Guerrini, Ígor Shalímov, Silvana Giacobini, Simona Marchini, Zuzzurro e Gaspare .
- Sexto episodio: Rossana Casale y Grazia Di Michele, Carlo Pistarino, Ramona Dell'Abate, Marina Ripa Di Meana, Luciano Rispoli .
- Séptimo episodio: Francesco Moser, Marco Pannella, Ira von Fürstenberg, Enrico Albertosi, Enrico Ruggeri, Alessandro Nannini.
- Octavo episodio: Patrizio Oliva, Giorgio Chinaglia, Antonella Elia, Nancy Brilli, Oriella Dorella, Tiberio Timperi, Gina Lollobrigida.
- Noveno episodio: Leopoldo Mastelloni, Francesco Graziani, Anita Ekberg, Eleonora Brigliadori, Eleonora Giorgi, Vincenzo Scifo y Carlos Alberto Aguilera, Faye Dunaway .
- Décimo episodio: Sandra Mondaini, Agostina Belli, Cristina D'Avena, Rita Dalla Chiesa, Massimo Dapporto, Claudio Chiappucci.
- Undécimo episodio: Ornella Vanoni, Alberto Castagna, Darko Pančev, Umberto Smaila, Amanda Lear, Gianfranco Fini, Gianfranco D'Angelo .
- Duodécimo episodio: Remo Girone, Evaristo Beccalossi, Corrado Tedeschi, Diego Abatantuono, Anthony Delon, Marina Suma, Rino Tommasi.
- Decimotercer episodio: Claudia Mori, Fulvio Collovati, Vittorio Sgarbi, Lamberto Sposini, Barbara Alberti, Alessandro Gassmann.

### Tercera edición (1994)
La tercera edición se emitió en Canale 5 del 4 de marzo al 6 de mayo de 1994, con diez episodios. Los directores fueron: Teo Teocoli, Massimo Boldi y Pamela Prati, autores: Flavio Andreini, Riccardo di Stefano y Dario Viola. Entre las bromas más exitosas están las realizadas contra Cristina Parodi, Paolo Bonolis, Gigi Sabani, Valeria Marini, Fulvio Collovati, Scialpi, Renato Pozzetto, Maria De Filippi, Antonella Elia y Cesara Buonamici . Las bromas que hizo Marco Balestri contra Nicoletta Orsomando, Paola Gassman y Ugo Pagliai, conducidas en una extraña transmisión televisiva, son inolvidables.
- Primero episodio: Alessandro Melli, Paola Gassman y Ugo Pagliai, Paola Barale, Renato Pozzetto, Nino Frassica, Cristina Parodi, Elio Fiorucci.
- Segundo episodio: Gigi Sabani, Sandro Paternostro, Valeria Marini, Marco Simone, Paolo Vallesi, Stefano Masciarelli, Katia Ricciarelli, Lina Wertmüller.
- Tercero episodio: Serena Grandi, Loris Capirossi, Aldo Busi, Adriano Panatta, Deborah Compagnoni, Caterina Caselli, Wanna Marchi.
- Cuarto episodio: Francesco Damiani, Francesco Alberoni, Ornella Muti, Claudio Bisio, Nicola Farron, Fernando De Napoli, Claudio Brachino, Amii Stewart .
- Quinto episodio: Dino Meneghin, Lorenzo Flaherty, Giorgio Benvenuto, Michele Placido, Renato Nicolini, Cesara Buonamici, Todd McKee, Aldo Biscardi, Stefano Eranio.
- Sexto episodio: Piero Gros, Gino Bramieri, Francesco Baccini, Arnoldo Foà, José João Altafini, Simona Tagli, Ottaviano Del Turco, Luciano Soprani, Patrizio Kalambay.
- Séptimo episodio: Alfredo Biondi, Alberto Castagna, Zvonimir Boban, Nicoletta Orsomando, Sergio Vastano, Maurizio Fondriest, Scialpi.
- Octavo episodio: Corinne Cléry, Felice Gimondi, Riccardo Patrese, Teo Teocoli-Massimo Boldi-Pamela Prati, Roberto Vecchioni, Rick Telles, Ricky Tognazzi y Simona Izzo, Maria De Filippi
- Noveno episodio: Franco Causio, Mino Damato, Enzo Iacchetti, Carlo Ripa di Meana, Roberto Boninsegna, Carla Urban, Paolo Bonolis, Lucrezia Lante della Rovere, Nadia Rinaldi.
- Décimo episodio: Vittorio Feltri, Paolo Brosio, Fiorella Pierobon, Rosanna Cancellieri, Antonella Elia, Donatella Rettore, Sandra Milo, Nicola Pietrangeli, Daniela Rosati, Wilma De Angelis.

### Cuarta edición (1995)
La cuarta edición se emitió en Canale 5 del 13 de octubre al 22 de diciembre de 1995, con once episodios. Directores: Teo Teocoli, Massimo Lopez y Simona Ventura con la participación del joven Teo Mammucari . Autores: Marco Balestri, Flavio Andreini, Riccardo di Stefano y Dario Viola. Entre las "víctimas": Iva Zanicchi, Marcella Bella, Maria Teresa Ruta, Jerry Calà, Gigi Sabani, Nino Manfredi, Alain Delon, Max Biaggi, Mario Cipollini y Raoul Bova. Entre las bromas más exitosas que a los "daños" de Emanuele Filiberto di Savoia, Adriano Galliani y Giorgia. Entre los "burlados" por segunda vez Marco Columbro, Enrica Bonaccorti y Agostina Belli.
- Primero episodio: Iva Zanicchi, Alain Delon, Fabrizio Ravanelli, Gianfranco Fini, Anna Falchi, Danilo Amerio.
- Segundo episodio: Marco Columbro, Carol Alt, Agostina Belli, Paolo Liguori, Maria Grazia Cucinotta, Gigi Sabani.
- Tercero episodio: Alba Parietti, Massimo Lopez, Adriano Galliani, Nilla Pizzi, Federica Panicucci, Alessandro Haber.
- Cuarto episodio: Max Biaggi, Enrica Bonaccorti, Tullio Solenghi, Jerry Calà, Idris, Luana Colussi .
- Quinto episodio: Mario Cipollini, Emanuele Filiberto, Raoul Bova, Marta Flavi, Gigliola Cinquetti, Domiziana Giordano.
- Sexto episodio: Marcella Bella, Ambra Angiolini, Heather Parisi, Raoul Casadei, Marco Milano, Gabriella Carlucci.
- Séptimo episodio: Irene Fargo, Carlo Mazzone, Antonio Di Pietro, Stefano Zecchi, Elisabetta Ferracini, Federico Fazzuoli.
- Octavo episodio: Fausto Leali, Monica Gasparini, Ruggiero Rizzitelli, Renzo Arbore, Florinda Bolkan, Tony Binarelli .
- Noveno episodio: Marisa Laurito, Gianfranco Zola, Giuliano Ferrara, Dino Baggio, Santi Licheri, Laura Freddi.
- Décimo episodio: Giorgia, George Weah, Clemente Mastella, Bruno Vespa, Ottavio Missoni, Teri Ann Linn .
- Undécimo episodio: Roberto Carlos, Maria Teresa Ruta, Ivana Spagna, Nino Manfredi, Mariolina Cannuli, Ignazio La Russa.

### Quinta edición (1997)
La quinta edición se emitió en Italia 1 del 3 de octubre al 19 de diciembre de 1997, durante doce episodios. Directores: Massimo Lopez, Lello Arena y Elenoire Casalegno. Muchas de las "víctimas" de esta edición estaban en su segunda broma. Entre estos: Emilio Fede, Giobbe Covatta, Maurizio Mosca, Wendy Windham, Alessandro Gassmann, Paola Barale, Cristina Parodi, y el propio director Massimo Lopez.
- Primero episodio: Giobbe Covatta, Paolo Limiti, Valeria Mazza, Carlo Verdone, Pierluigi Casiraghi, Andrea Pamparana, Sabrina Ferilli .
- Segundo episodio: Raz Degan, Martina Colombari, Mickey Rourke, Ferruccio Amendola, Roberto Baggio, Elenoire Casalegno.
- Tercero episodio: Massimo Ciavarro, Simona Ventura, Boy George, Claudia Gerini, Alessandro Cecchi Paone, Giuseppe Taglialatela
- Cuarto episodio: Maurizio Mosca, Amadeus, Claudio Lippi, Nino D'Angelo, Antonio Rossi, Alessia Marcuzzi .
- Quinto episodio: Davide Mengacci, Country Cousins, Giuliana De Sio, Bud Spencer, Marco Masini, Gianluca Pagliuca.
- Sexto episodio: Marina Graziani, Barbara D'Urso, J-Ax, Alberto Castagna, Martufello, Gaia De Laurentiis .
- Séptimo episodio: Giancarlo Fisichella, Randi Ingerman, Linus, Paola Barale, Wendy Windham, Iván Zamorano.
- Octavo episodio: Eric Forrester, Cristina Parodi, Cristina Quaranta, Natalia Estrada, André Cruz, Lorenza Mario.
- Noveno episodio: Sandro Vannucci, Gene Gnocchi, Emanuela Folliero, Ela Weber, Stefania Sandrelli, Francesco Rutelli .
- Décimo episodio: Alessandro Gassmann, Massimo Di Cataldo, Roberto Maroni, Emilio Fede, Riccardo Fogli .
- Undécimo episodio: Enrico Ruggeri, Roberto Formigoni, Leonardo Nascimento de Araújo, Francesco Paolantoni, Francesco Totti, Paola Perego .
- Duodécimo episodio: Aldo, Giovanni e Giacomo, Mara Venier, Ombretta Fumagalli Carulli, Massimo Lopez, Pamela Prati, Maria Amelia Monti.

### Sexta edición (1999)
La sexta edición se emitió en Canale 5 del 24 de septiembre al 26 de noviembre de 1999, con diez episodios. Directores: Simona Ventura y Marco Columbro . Vallette: Denny Méndez y Gloria Bellicchi. Entre las bromas más divertidas recordamos la de Raoul Bova, de Emilio Fede, del Presidente de la Región de Lombardía Roberto Formigoni, Gianluigi Buffon, Alessia Marcuzzi, Pupo, Laura Pausini, Enrico Mentana, Valeria Marini, Martina Colombari, Raimondo Vianello y Sandra Mondaini, esta última víctima de una "contrabroma". A partir de esta edición, se introduce en el programa el "Boccalone d'oro", un premio para cada episodio asignado al chiste más votado por el público del estudio con el relativo podio y además se hacen chistes en el estudio a los invitados con agua. globos, batidos en las sillas y cosas similares.
- Primero episodio: Laura Pausini, Pippo Franco, Emilio Fede, Pupo, Eddie Irvine, Alessia Marcuzzi .
- Segundo episodio: Gianfranco Funari, Emilio Carelli, Jean-Claude Van Damme, Alessia Merz, Loretta Goggi .
- Tercero episodio: Sandra Mondaini y Raimondo Vianello, Natasha Stefanenko, Fabrizio Summonte, Maria De Filippi, Syusy Blady y Patrizio Roversi.
- Cuarto episodio: Fabio Cannavaro, Rita Forte, Roberto Formigoni, Marco Liorni, Ellen Hidding.
- Quinto episodio: Iva Zanicchi, Barbara De Rossi, Didi Leoni, Guido Meda, Alessandra Mussolini, Michele Placido.
- Sexto episodio: Andrea Roncato, Roberto Vecchioni, Antonella Clerici, Gianluigi Buffon, Aldo Biscardi, Alessia Mancini.
- Séptimo episodio: Raoul Bova, Valeria Marini, Martina Colombari, Carlo Rossella, Ivana Trump, Demo Morselli.
- Octavo episodio: Giulio Scarpati, Walter Zenga, Luca Laurenti, Elena Sofia Ricci, Enrico Mentana, Claudio Bisio.
- Noveno episodio: Antonio Conte, Nancy Brilli, Nathaly Caldonazzo, Fiona May, Paolo Calissano, Kristian Ghedina.
- Décimo episodio: Paola Barale, Paolo Cirino Pomicino, Al Bano, Gabriel Garko, Emiliano Mondonico .

### Séptima edición (2002)
La séptima edición se emitió en Canale 5 del 15 de marzo al 24 de mayo de 2002, con once episodios. Directores: Teo Teocoli, Massimo Boldi y Michelle Hunziker . Para esta edición, el programa también tuvo el mérito de recomponer una de las duplas históricas de la comedia italiana: Teo Teocoli, en la quinta conducción del programa, y Massimo Boldi, flanqueado por Michelle Hunziker, una revelación televisiva que debuta en el prime. tiempo de Canale 5. Entre las bromas inolvidables estuvo la que le hicieron a Cesare Cremonini, Claudio Amendola, Elisabetta Canalis, Alba Parietti, Vincenzo Salemme y Giovanni Rana. A continuación se detallan las víctimas que se han producido durante esta edición:
- Primero episodio: Lorenzo Ciompi, Max Biaggi, Cesare Cremonini, Flavio Briatore, Giovanni Trapattoni, Elisabetta Canalis
- Segundo episodio: Manuela Arcuri, Claudio Amendola, Luisa Corna, Giovanni Rana, Alba Parietti y uno de los presentadores, Massimo Boldi .
- Tercero episodio: Carlton Myers, Michele Cucuzza, acompañados de Katia Noventa, su pareja de entonces, Irene Grandi, Benedetta Corbi, Maria Teresa Ruta y Flavia Vento .
- Cuarto episodio: Gaia De Laurentiis, Pino Insegno, Nina Morić, Natalia Estrada, Lamberto Sposini y Francesco Storace (no presente en el estudio).
- Quinto episodio: Rita Pavone, Vincenzo Salemme, Enrico Brignano, Giampiero Galeazzi y Tosca D'Aquino.
- Sexto episodio: Mohammed Kallon, Simona Ventura, Giacomo Crosa, Mascia Ferri, Fausto Leali.
- Séptimo episodio: Daniele Bossari, Eliana Miglio, Amanda Lear, Gigi Sabani, Daniele Massaro como testimonio de la broma hecha a Arrigo Sacchi (ausente en el estudio) y nuevamente invitada Elisabetta Canalis.
- Octavo episodio: Eva Grimaldi, Francesca Rettondini, Miriana Trevisan, Marco Melandri, Cesare Cremonini (invitado de nuevo) y Afef (ausente en el estudio). Este es el episodio del accidente de Massimo Boldi, quien regresará con el hombro enyesado en los últimos minutos de la transmisión para tranquilizar al público.
- Noveno episodio: Alberto Castagna, Anna Valle, Emilio Fede, Filippo Inzaghi como testimonio de la broma hecha a Aldo Biscardi, Jury Chechi, Lorenzo Ciompi (nuevamente invitado).
- Décimo episodio: Pietro Taricone, Stefania Orlando, Maddalena Corvaglia, Gigi D'Alessio (ausente en el estudio) como testimonio de la broma gastada a Rita Forte, Alessandro Preziosi, Maria Teresa Ruta (nuevamente invitada).
- Undécimo episodio: Tullio Solenghi, Roberta Lanfranchi (no presente en el estudio) como testimonio de la broma gastada a Ilary Blasi, Claudia Koll, Isolde Kostner, Max Gazzè (ausente en el estudio) como testimonio de la broma gastada a los Gazosas, Vincenzo Salemme (invitado de nuevo).

Esta edición también es famosa por un accidente que le ocurrió a Massimo Boldi en las grabaciones del octavo episodio, el 3 de mayo de 2002. Durante un sketch con su compañero Teocoli, ambos resbalaron en el piso, mojados por una broma anterior en el estudio sobre Miriana Trevisan, y Boldi se rompió el hombro al caer. Después de un breve período de rehabilitación, volvió a conducir el programa y, en el episodio de la semana siguiente, irónicamente, Boldi y Teocoli volvieron a hacer la misma parodia, llevándola a su fin.

### Octava edición (2003)
La octava edición se emitió en Canale 5 del 26 de septiembre al 19 de diciembre de 2003, con doce episodios + un especial titulado Scherzi a parte story. Directores: Teo Teocoli, Anna Maria Barbera y Manuela Arcuri con la participación de Marco Milano. Teo Teocoli por sexta vez conductor de Scherzi a parte, flanqueado por Manuela Arcuri y, directamente desde Zelig, por la revelación televisiva de la temporada Sconsolata / Anna Maria Barbera, condujo la octava edición del programa.
Entre los protagonistas de las bromas, el entonces novio de Arcuri Francesco Coco, las presentadoras del programa, Anna Maria Barbera y Manuela Arcuri (ya víctima de la séptima edición), Orietta Berti, Maria Grazia Cucinotta, Valeria Mazza, Giobbe Covatta y Bárbara D'Bear . Las víctimas de esta edición son:
- Primero episodio: Gennaro Gattuso, Maria Grazia Cucinotta, Michelle Hunziker, Orietta Berti, Vittorio Feltri (no presente en el estudio) que tiene como testimonios a Paolo Liguori e Ignazio La Russa .
- Segundo episodio: Francesca Senette, Iva Zanicchi, Cristina Parodi, Alberto Tomba, Francesco Coco y Alfonso Pecoraro Scanio.
- Tercero episodio: Floriana Secondi, Laura Freddi, Samantha De Grenet, Beppe Signori, Serse Cosmi y la misma presentadora Anna Maria Barbera.
- Cuarto episodio: Martina Stella (ausente en el estudio) quien como testimonio tiene a Ricky Tognazzi, Anna Brosio, Randi Ingerman, Cristian Brocchi, Nino D'Angelo y invitado Vittorio Feltri
- Quinto episodio: Antonella Clerici, Licia Colò, Ombretta Colli, Mario Cipollini, Gary Dourdan y Rubens Barrichello.
- Sexto episodio: Barbara D'Urso, Elena Guarnieri, Paola Barale, Enrico Bertolino, Cesara Buonamici, Rosa Russo Iervolino (ausente en el estudio) y Gilberto Simoni.
- Séptimo episodio: Maria De Filippi, Luca Barbareschi, Sebastiano Somma, Anna Valle, Adriana Volpe y Rocco Siffredi (no presentes en el estudio).
- Octavo episodio: Maurizio Mosca, Pupo, Corrado Tedeschi, Maria Amelia Monti, Giuliana De Sio, Alessandra Canale, Roberto Mancini (no presente en el estudio) y Joaquín Cortés (no presente en el estudio) cuyo testimonio es Marco Balestri.
- Noveno episodio: Vittoria Belvedere, Loris Capirossi, Paolo Brosio, Massimo Caputi, Luciano Moggi y la misma presentadora Manuela Arcuri
- Décimo episodio: Valeria Mazza, Giobbe Covatta, Fedro Francioni, Mariano Apicella, Michele Cucuzza y nuevamente la invitada Orietta Berti
- Undécimo episodio: Irene Pivetti, Giancarlo Fisichella, Pasquale Laricchia y Victoria Pennington, Stefania Sandrelli (ausente en el estudio) cuyo testimonio es Silvana Giacobini, Diego Armando Maradona (ausente en el estudio) y Gianluca Zambrotta (ausente en el estudio)
- Duodécimo episodio: Valeria Marini, Dario Vergassola, Federica Panicucci, Jarno Trulli, Sara Ricci, Marcus Schenkenberg (no presente en el estudio) cuyo testimonio es Evaristo Beccalossi, Gabriele Albertini (no presente en el estudio).

#### Cara a cara
En la edición de 2003 se creó una emisión falsa titulada Face to Face, en la que se presentaban personalidades de la farándula, la política o el cine, una por cada episodio, a quienes se les hace creer que están siendo entrevistados, con la complicidad de Silvana Giacobini; entre las víctimas Giuliana De Sio, Ricky Tognazzi, Stefania Sandrelli, Gabriele Albertini, Iva Zanicchi y Michelle Hunziker.
- Primero episodio: Stefano Bettarini, Elisabetta Canalis, Kledi Kadiu, Linus, Mal, Kevin Costner (no presente en el estudio).
- Segundo episodio: Ettore Bassi, Rossella Brescia, Emilio Fede, Massimo Oddo, Raf, Dustin Hoffman.
- Tercero episodio: Roberto Formigoni, Megan Gale, DJ Ringo, Maria Teresa Ruta, Carlo Verdone, Filippo Penati, Christian Vieri (no presente en el estudio).
- Cuarto episodio: Albano Carrisi, Juan Pablo Montoya (no presente en el estudio), Carmen Di Pietro, Claudio Brachino, Costantino Vitagliano y Sean Kanan (no presente en el estudio).
- Quinto episodio: Nancy Brilli, Wilma De Angelis, Alessia Fabiani, Jonathan Kashanian, Selen y Paolo Limiti.
- Sexto episodio: Luca Argentero, Barbara De Rossi, Tunas, Ornella Muti, Elisa Triani, Fabrizio Trecca.
- Séptimo episodio: Jane Alexander, Claudia Gerini, Aldo Montano, Francesco Renga, Sergio Volpini, Raoul Casadei.
- Octavo episodio: Daniel Ducruet, Amanda Lear, Marco Maccarini, Ambra Orfei, Alessandro Preziosi, Massimo Giletti y Alda D'Eusanio.
- Noveno episodio: Barbara D'Urso, Emanuela Folliero, Laura Freddi, Francesco Graziani, Daniele Interrante, Katherine Kelly Lang, Walter Nudo.
- Décimo episodio: Paola Barale, Ilary Blasi (no presente en el estudio), Daniele Bossari, Cesare Cremonini, Federica Fontana, Alberto Gilardino (no presente en el estudio), Natasha Stefanenko, Aída Yéspica.
- Undécimo episodio: Roberto Farnesi, Massimo Lopez, Alessia Marcuzzi, Ascanio Pacelli y Katia Pedrotti, Marcus Schenkenberg, Alena Šeredová, Pietro Calabrese.

#### El castillo
Para la edición de 2005, se creó un reality show falso, con el nombre Il Castello, creado específicamente para "golpear", uno por uno, a todos los competidores participantes. Las "víctimas" son: DJ Ringo, Peppe Quintale, Cristina Plevani, Ambra Orfei, Mal, Wilma De Angelis, Flavia Vento, Dan Peterson, Mirka Viola, Sergio Volpini, Eleonora Benfatto y Filippo Romeo.
La edición se emitió en Canale 5 del 19 de enero al 20 de abril de 2007 durante trece episodios con la conducción de Claudio Amendola, Cristina Chiabotto y Valeria Marini y con la participación del dúo Zelig Katia e Valeria y Alfonso Signorini.
En esta edición rotativa, uno de los invitados en el estudio tuvo que adivinar palabras bajo divertidas pruebas para poner en dificultad a la elegida del juego.
- Primero episodio: Antonio Cupo, Mario Giordano, el entonces director de Studio Aperto, Irene Pivetti, Stefania Sandrelli, Anna Tatangelo, Luca Toni .
- Segundo episodio: Albano Carrisi, Manuela Arcuri, Pierluigi Collina, Cristiano Lucarelli, Paola Perego, Monica Vanali.
- Tercero episodio: Paolo Brosio, Roberta Capua, Giada De Blanck, Emanuele Filiberto di Savoia, Daniela Santanchè, Ainett Stephens.
- Cuarto episodio: Giuliana De Sio, Roberto Farnesi, Federica Panicucci, Pupo, Katia Ricciarelli.
- Quinto episodio: Anna Falchi, Luca Bizzarri y Paolo Kessisoglu, Álvaro Recoba, Flavia Vento, Valeria Marini, Alessia Marcuzzi.
- Sexto episodio: Antonio Di Pietro, Dolcenera, Marco Marzocca, Alessandra Mussolini, Ornella Muti, Victoria Silvstedt.
- Séptimo episodio: Nancy Brilli, Sabrina Ferilli, Claudia Gerini, Vladimir Luxuria, Enrico Papi, Stefania Prestigiacomo, Mara Venier.
- Octavo episodio: Victoria Cabello, Ilaria D'Amico, Gianluca Grignani, Vanessa Incontrada, Marco Materazzi, Gabriella Pession.
- Noveno episodio: Alessandro Gassmann, Remo Girone, Loredana Lecciso, Marco Pannella, Pamela Prati, Giorgio Rocca, Emilio Solfrizzi.
- Décimo episodio: Tosca D'Aquino, Emilio Fede, Walter Nudo, Martina Stella, Elisa Triani, Dario Vergassola.
- Undécimo episodio: Marco Columbro, Emanuela Folliero, Massimo Oddo, Cristina Parodi, Eleonora Pedron, Andrea Pirlo y Cesare Cremonini.
- Duodécimo episodio: Mariano Apicella, Asia Argento, Luca Barbareschi, Annamaria Bernardini de Pace, Orietta Berti, Paola & Chiara, Mickey Rourke.
- Decimotercero episodio y final: Francesco Coco, Alberto Gilardino, Massimo Oddo, Filippo Inzaghi, Giovanni Trapattoni, Gianluca Zambrotta (En este episodio se han vuelto a proponer todas las bromas que han visto a los jugadores de la selección campeona del mundo como víctimas).

### Undécima edición (2009)
La undécima edición se emitió en Canale 5, del 29 de enero al 19 de marzo de 2009, durante ocho episodios los jueves, con Claudio Amendola, Teo Mammucari y Belén Rodríguez presentando incluido el especial Scherzi a parte - No Scherzi, no party, emitido durante dos episodios consecutivos. Sábados 16 y 23 de mayo en horario de máxima audiencia y luego repetirá el domingo 27 de diciembre a las 21:30 horas (siempre en horario de máxima audiencia).
| Apostar  | Radiodifusión         | Escuchas     | Escuchas  | Invitados y víctimas |
| Apostar  | Radiodifusión         | Espectadores | Compartir | Invitados y víctimas |
| -------- | --------------------- | ------------ | --------- | --- |
| 1        | 29 de enero de 2009   | 6 937 000    | 28,16%    | Gérard Depardieu, Gigi D'Alessio, Daniele Capezzone, Mario Giuliacci, Alessia Marcuzzi, Cristina Chiabotto, Clemente Russo |
| 2        | 5 de febrero de 2009  | 6 661 000    | 26,91%    | Claudio Amendola, Paola Barale, Christian Panucci, Massimo Ceccherini, Gianfranco Vissani, Claudio Brachino, Don Johnson   |
| 3        | 12 de febrero de 2009 | 6 934 000    | 27,69%    | Andrew Howe, Barbara D'Urso, Marco Simoncelli, Vittoria Belvedere, Amauri, Joaquín Cortés, Fabio Quagliarella              |
| 4        | 19 de febrero de 2009 | 4 064 000    | 15,64%    | Martina Colombari, Giorgio Chiellini, Paolo Brosio, Paolo Bettini, Mara Carfagna, Martina Stella                           |
| 5        | 26 de febrero de 2009 | 5 466 000    | 22,47%    | Ciccio Graziani, Giobbe Covatta, Cesare Paciotti, Melita Toniolo, Ramona Badescu, Giorgia                                  |
| 6        | 5 de marzo de 2009    | 5 766 000    | 24,26%    | Emilio Fede, Gioele Dix, Mietta, Laura Chiatti, Carlo Ancelotti, Dejan Stanković, Mario Borghezio                          |
| 7        | 12 de marzo de 2009   | 5 713 000    | 24,02%    | Kaspar Capparoni, Laura Torrisi, Ezequiel Lavezzi, Adrian Mutu, Valentina Vezzali, Michele Cucuzza                         |
| 8        | 19 de marzo de 2009   | 4 706 000    | 22,14%    | Clemente Mimun, Edwige Fenech, Toto Cutugno, Giuseppe Fiorello, Diego Abatantuono, Michela Vittoria Brambilla              |
| Promedio | Promedio              | 5 781 000    | 23,91%    | |

### Duodécima edición (2012)
La duodécima edición del programa se emitió en Canale 5 del 2 de abril al 21 de mayo de 2012, durante ocho episodios los lunes, conducidos por Luca e Paolo. El programa fue emitido desde el estudio 20 del centro de producción de Mediaset en Cologno Monzese. En esta edición se presentó una cámara cándida llamada, Sexy a parte, donde las "víctimas" eran personajes comunes y corrientes.
| Apostar  | Radiodifusión       | Escuchas     | Escuchas  | Invitados y víctimas |
| Apostar  | Radiodifusión       | Espectadores | Compartir | Invitados y víctimas |
| -------- | ------------------- | ------------ | --------- | --- |
| 1        | 2 de abril de 2012  | 4 946 000    | 20,82%    | Rupert Everett, Max Biaggi, Gianni Morandi, Giorgia Meloni, Alfonso Signorini, Serena Autieri, Sergio Assisi, Iva Zanicchi, Giusy Ferreri                                    |
| 2        | 9 de abril de 2012  | 4 114 000    | 18,41%    | Enrico Ruggeri, Roberto Castelli, L'Aura, Ale e Franz, Platinette, Arturo Brachetti, Mariano Apicella, Juliana Moreira, Claudio Amendola, Fabrizio Corona, Vincenzo Iaquinta |
| 3        | 16 de abril de 2012 | 4 649 000    | 19,94%    | Arisa, Barbara D'Urso, Geppi Cucciari, Massimo Boldi, Maurizio Gasparri, Julio Cesar, Roberto Farnesi                                                                        |
| 4        | 23 de abril de 2012 | 4 611 000    | 20,46%    | Manuela Arcuri, Enrico Brignano, Francesco Renga, Raz Degan, Paola Barale, Povia, Ilary Blasi, Andrea Dovizioso                                                              |
| 5        | 30 de abril de 2012 | 4 062 000    | 17,69%    | Belén Rodríguez, Marco Carta, Raffaella Fico, Alessandro Cecchi Paone, Luciano Moggi, Maddalena Corvaglia, Giulio Base, Cristiano Malgioglio, Jorge Lorenzo, Ronn Moss       |
| 6        | 7 de mayo de 2012   | 3 849 000    | 16,88%    | Asia Argento, Clarence Seedorf, Fabio Concato, Guido Meda, Marco Materazzi, Rossella Brescia, Raul Cremona, Emanuela Folliero, Fabio Volo                                    |
| 7        | 14 de mayo de 2012  | 3 554 000    | 14,77%    | Nina Zilli, Francesco Facchinetti, Mago Forest, Lucrezia Lante della Rovere, Elenoire Casalegno, Enrico Letta                                                                |
| 8        | 21 de mayo de 2012  | 3 904 000    | 18,35%    | Maria De Filippi, Alessia Filippi, Lory Del Santo, Paola Perego, Noemi, Massimo Ciavarro, Arturo Brachetti, Tania Cagnotto                                                   |
| Promedio | Promedio            | 4 214 000    | 18,44%    | |

### Decimotercera edición (2015)
La decimotercera edición se emitió en Canale 5 los días 12 y 19 de enero de 2015 durante dos episodios el lunes, con la dirección solista de Paolo Bonolis. En esta edición los chistes están a cargo del staff y los autores de Le Iene. Por primera vez también se muestra en la emisión la organización y realización de los chistes y se organiza un contra-chiste. También en esta edición se hace una broma mientras se graba la transmisión en el estudio. Durante este primer episodio, el protagonista de este tipo de bromas fue Antonio Razzi: fue llevado a un barrio de Milán disfrazado de Elvis Presley esperando que algo sucediera. En el segundo y último episodio, la "víctima" fue Francesca Cipriani. La voz en off de los chistes se encargó a Pino Insegno. El programa fue grabado en diciembre de 2014 en el estudio 8 de Via Tiburtina Studios en Roma.
| Apostar  | Radiodifusión       | Escuchas     | Escuchas  | Invitados y víctimas                                                |
| Apostar  | Radiodifusión       | Espectadores | Compartir | Invitados y víctimas                                                |
| -------- | ------------------- | ------------ | --------- | ------------------------------------------------------------------- |
| 1        | 12 de enero de 2015 | 6 478 000    | 26,97%    | Amadeus, Antonio Razzi, Paolo Brosio, Alba Parietti, David Parenzo  |
| 2        | 19 de enero de 2015 | 5 835 000    | 24,54%    | Pupo, Nina Morić, Francesca Cipriani, Paolo Ruffini, Bruno Barbieri |
| Promedio | Promedio            | 6 156 000    | 25,76%    |                                                                     |

### Decimocuarta edición (2018)
La decimocuarta edición se emitió del 9 al 30 de noviembre de 2018 el viernes durante cuatro episodios en Canale 5 con Paolo Bonolis dirigiendo por segunda vez consecutiva desde el estudio 5 de los Studios. La ambientación del programa se mantiene invariable respecto a la edición anterior, pero sin la aportación del equipo de Le Iene en la realización de los chistes. El narrador fuera de pantalla es de Michele Kalamera. Se transmite en competencia con Tale y que se muestra en Rai 1. Las valoraciones respecto a la edición anterior se han reducido a la mitad. Las víctimas de las bromas fueron Lorella Cuccarini, Enrico Brignano, Matteo Renzi, Amanda Lear, Adriano Pappalardo, Aurora Ramazzotti, Cristiano Malgioglio, Ciro Immobile, Bruno Vespa, Andrea Iannone y Barbara D'Urso.
| Apostar  | Radiodifusión           | Escuchas     | Escuchas  | Invitados y víctimas                                                                |
| Apostar  | Radiodifusión           | Espectadores | Compartir | Invitados y víctimas                                                                |
| -------- | ----------------------- | ------------ | --------- | ----------------------------------------------------------------------------------- |
| 1        | 9 de noviembre de 2018  | 3 784 000    | 20,31%    | Barbara D'Urso, Adriano Pappalardo, Aurora Ramazzotti, Ciro Immobile, Amanda Lear   |
| 2        | 16 de noviembre de 2018 | 3 061 000    | 16,06%    | Jonathan Kashanian, Paola Perego, Bruno Vespa, Cristiano Malgioglio, Nino Formicola |
| 3        | 23 de noviembre de 2018 | 3 028 000    | 15,27%    | Enrico Brignano, Lorella Cuccarini, Enzo Paolo Turchi, Ignazio La Russa, Malena     |
| 4        | 30 de noviembre de 2018 | 2 973 000    | 15,20%    | Matteo Renzi, Andrea Iannone, Giuseppe Cruciani, Andrea Pucci                       |
| Promedio | Promedio                | 3 211 000    | 16,71%    |                                                                                     |

### Decimoquinta edición (2021)
La decimoquinta edición fue conducida por Enrico Papi y se emitió todos los domingos en horario de máxima audiencia en Canale 5 del 12 de septiembre al 17 de octubre de 2021 durante seis episodios seguidos de un episodio especial, emitido el 24 de octubre, con lo mejor de la edición. Las grabaciones tuvieron lugar en el estudio 11 del centro de producción de Mediaset en Cologno Monzese. En esta edición, el programa ha vuelto al formato original con los invitados todos juntos en el estudio que participan en los ensayos y juegos de la mano del director que cuenta con el apoyo de un ayudante (diferente para cada episodio). La sigla vuelve a la histórica pero reordenada en una versión más moderna. Además, al igual que en la decimotercera edición, durante la grabación del episodio tiene lugar el chiste en vivo, en el que se apunta a un VIP con un chiste que se desarrolla a lo largo del episodio (con la complicidad de los invitados de ese episodio, ellos mismos víctimas de la bromas dirigidas a ellos) y que termina con el VIP en cuestión llegando al estudio al final del episodio, mientras que el asistente del director gasta una broma a la gente común. La voz del narrador que introduce los chistes es la del propio Papi. En 2022, las reposiciones de la edición se emitieron en la misma cadena del 9 de junio al 14 de julio.
| Apostar                     | Radiodifusión            | Escuchas     | Escuchas  | Invitados y víctimas | Víctima de la broma en vivo | Ayudante de broma                                         |
| Apostar                     | Radiodifusión            | Espectadores | Compartir | Invitados y víctimas | Víctima de la broma en vivo | Ayudante de broma                                         |
| --------------------------- | ------------------------ | ------------ | --------- | --- | --------------------------- | --------------------------------------------------------- |
| 1                           | 12 de septiembre de 2021 | 3 506 000    | 21,29%    | Antonella Elia, Andrea Roncato, Manuela Arcuri, Gianfranco Vissani, Giancarlo Fisichella                                         | Orietta Berti               | Carolina Stramare                                         |
| 2                           | 19 de septiembre de 2021 | 2 879 000    | 15,21%    | Al Bano, Federica Panicucci, Mario Giordano, Vladimir Luxuria, Pierpaolo Pretelli, Andrea Giuliacci                              | Giulia Salemi               | Antonella Fiordelisi                                      |
| 3                           | 26 de septiembre de 2021 | 3 043 000    | 17,28%    | Massimo Giletti, Elenoire Casalegno, Rocco Siffredi, Giorgio Mastrota, Elettra Lamborghini, Giorgia Rossi, Fulvio Collovati      | Ciccio Graziani             | Estefanía Bernal                                          |
| 4                           | 3 de octubre de 2021     | 2 914 000    | 14,43%    | Nicola Porro, Paola Di Benedetto, Antonio Zequila, Clemente Russo, Scintilla, Andrea Giuliacci                                   | Maurizio Battista           | Elisabetta Gregoraci                                      |
| 5                           | 10 de octubre de 2021    | 2 932 000    | 15,20%    | Federica Pellegrini, Memo Remigi, Eleonora Giorgi, Red Canzian, Paolo Ciavarro, Zoe Cristofoli, Mario Ermito, Gianluigi Nuzzi    | Dayane Mello                | Antonella Elia                                            |
| 6                           | 17 de octubre de 2021    | 2 664 000    | 14,60%    | Valeria Marini, Martina Stella, Michele Cucuzza, Filippo Magnini, Elettra Lamborghini, Elisabetta Gregoraci, Romina Pierdomenico | Cristiano Malgioglio        | Estefanía Bernal, Antonella Fiordelisi, Carolina Stramare |
| Promedio                    | Promedio                 | 2 990 000    | 16,34%    | |                             |                                                           |
| La Notte di Scherzi a parte | 24 de octubre de 2021    | 1 706 000    | 9,20%     | Lo mejor de la edición | Lo mejor de la edición      | Lo mejor de la edición                                    |

### Decimosexta edición (2022)
La decimosexta edición fue realizada por segundo año consecutivo por Enrico Papi y se emitió todos los domingos en horario de máxima audiencia en Canale 5 del 18 de septiembre al 16 de octubre de 2022 durante cinco episodios (inicialmente estaban previstos seis, pero la edición se acortó por motivos económicos) seguido de un episodio especial, emitido el 23 de octubre, con lo mejor de la edición. Las grabaciones tuvieron lugar en el estudio 20 del centro de producción de Mediaset en Cologno Monzese. El tema musical se mantuvo idéntico al de la última edición, mientras que para los Highlights se utilizó la canción About Damn Thing de Lizzo. También el formato vuelve a incluir a todos los invitados y las víctimas en el estudio, sujeto a las bromas del director y la broma en vivo que termina con la entrada de la víctima al estudio. Sin embargo, a diferencia de la última edición, no hubo más ayudante de bromas.
| Apostar                     | Radiodifusión            | Escuchas     | Escuchas  | Invitados y víctimas                                                                                                 | Víctima de la broma en vivo |
| Apostar                     | Radiodifusión            | Espectadores | Compartir | Invitados y víctimas                                                                                                 | Víctima de la broma en vivo |
| --------------------------- | ------------------------ | ------------ | --------- | --- | --------------------------- |
| 1                           | 18 de septiembre de 2022 | 2 048 000    | 17,14%    | Iva Zanicchi, Paola Barale, Amaurys Pérez, Aldo Montano, Anna Tatangelo, Federico Fashion Style, Manuel Bortuzzo     | Katia Ricciarelli           |
| 2                           | 25 de septiembre de 2022 | 1 684 000    | 11,20%    | Enzo Miccio, Ricky Tognazzi y Simona Izzo, Lory del Santo, Marcell Jacobs y Nicole Daza, Jo Squillo                  | Diletta Leotta              |
| 3                           | 2 de octubre de 2022     | 2 138 000    | 13,00%    | Carmen Russo y Enzo Paolo Turchi, Roberto Giacobbo, Veronica Gentili, Nicolas Vaporidis, Adriana Volpe, Walter Zenga | –                           |
| 4                           | 9 de octubre de 2022     | 1 645 000    | 10,50%    | Donatella Rettore, Ciro Ferrara, Platinette, Simona Branchetti, Marco Melandri, Flavia Vento                         | Sabrina Salerno             |
| 5                           | 16 de octubre de 2022    | 1 820 000    | 11,40%    | Drusilla Gucci, Elisabetta Gregoraci, Deborah Compagnoni, Giucas Casella                                             | Barbara D'Urso              |
| Promedio                    | Promedio                 | 1 867 000    | 12,65%    | |                             |
| La Notte di Scherzi a parte | 23 de octubre de 2022    | 1 234 000    | 8,60%     | Lo mejor de la edición                                                                                               | Lo mejor de la edición      |

## Spin-offs y episodios especiales

### I Magnifici di Scherzi a Parte
Del 13 de mayo al 9 de junio de 1994, al finalizar la tercera edición, especiales conducidos por Teo Teocoli, Massimo Boldi y Pamela Prati donde se proponen los mejores chistes de las tres primeras temporadas del programa.

### Scherzi a parte Top 10
El 6 de octubre de 1995, antes del inicio de la nueva edición, se emitió un episodio especial titulado Scherzi a parte Top 10 en el que se volvían a proponer los 10 mejores chistes de pasadas ediciones. El espectáculo estuvo a cargo de Teo Teocoli, Gene Gnocchi y Pamela Prati con la extraordinaria participación de Massimo Lopez. El ganador del episodio fue la broma contra Leo Gullotta emitida en la edición de 1993.

### Scherzi a Parte Show
Los días 23 y 24 de febrero de 1996 se emitieron dos episodios en los que el público en casa con televoto pudo votar el mejor chiste de entre los propuestos durante las ediciones del programa.

### Scherzi a parte story - 10 anni di scherzi
En 2002, luego de finalizada la séptima edición, se produjo un especial titulado Scherzi a parte story - 10 years of jokes compuesto por 4 episodios, conducido por Massimo Boldi y Michelle Hunziker, para celebrar los 10 años de la transmisión, donde los mejores chistes de las 10 primeras ediciones del programa.

### Scherzi a parte story
A partir del 19 de diciembre de 2003, al término de la octava edición, se emitió un especial llamado Scherzi a parte story, compuesto por 4 episodios, en los que se reproponían los mejores chistes de las ediciones anteriores.

### Scherzi a parte Cult
En el verano de 2004 se emitió un programa de verano llamado Scherzi a parte Cult, en el que se replanteaban los capítulos de las ediciones anteriores con los mejores y los peores chistes.

### Le follie di Scherzi a parte
En 2007, al final de la edición, se emitió una cita especial titulada Le follie di Scherzi a parte, en la que se propusieron nuevamente los mejores chistes de la edición que acababa de finalizar.

### Scherzi a parte - No Scherzi, no party
En 2009, al finalizar la edición de ese año, los días 16 y 23 de mayo se emitió en horario de máxima audiencia un especial titulado Scherzi a parte - no Scherzi, no party durante dos capítulos, en los que se reproponían los mejores chistes de la edición recién concluido.

### Sei su Scherzi a parte
El 28 de abril de 2012, al término de la edición que acababa de concluir, se emitió un episodio especial titulado Scherzi a parte vent'anni, dedicado al vigésimo aniversario de la emisión, con lo mejor tanto de la última edición como de ediciones pasadas.
Los días 13 y 20 de abril de 2018 Italia 1 propuso dos episodios especiales con el título Sei su Scherzi a parte para celebrar el 26 aniversario del programa contando la historia de Italia desde 1992 hasta 2015 a través de los mejores chistes del programa La voz narrativa de Francesco Pannofino en el primer episodio y Massimo De Ambrosis en el segundo.

### Scherzi a parte NIP
El 17 de octubre de 2021, durante el último episodio de la edición regular de Scherzi a parte, se emitió un chiste protagonizado por gente común que gastaba una broma para "vengarse" o "pelear" a amigos o familiares.

### La Notte di Scherzi a parte
La Notte di Scherzi a parte es el título utilizado al final de la decimoquinta y decimosexta edición, en la que se han vuelto a proponer los mejores chistes de la edición que acaba de finalizar.

## Audiencias
| Edición | Red de televisión | Año  | Estación           | Programación | Programación | Programación | Programación | Programación | Programación | Programación | Colocación      | Espectadores | Compartir | Estreno      | Estreno   | Final        | Final     |
| Edición | Red de televisión | Año  | Estación           | L            | M            | M            | J            | V            | S            | D            | Colocación      | Espectadores | Compartir | Espectadores | Compartir | Espectadores | Compartir |
| ------- | ----------------- | ---- | ------------------ | ------------ | ------------ | ------------ | ------------ | ------------ | ------------ | ------------ | --------------- | ------------ | --------- | ------------ | --------- | ------------ | --------- |
| 1       | Italia 1          | 1992 | invierno-primavera |              |              |              |              |              |              |              | Horario central | –            | –         | –            | –         | –            | –         |
| 2       | Canale 5          | 1993 | invierno-primavera |              |              |              |              |              |              |              | Horario central | –            | –         | –            | –         | –            | –         |
| 3       | Canale 5          | 1994 | invierno-primavera | 8 606 000    | –            | 9 894 000    | –            | 6 886 000    | –            |              | Horario central |              |           |              |           |              |           |
| 4       | Canale 5          | 1995 | otoño-invierno     | –            | –            | 8 181 000    | 33,27%       | 7 174 000    | –            |              | Horario central |              |           |              |           |              |           |
| 5       | Italia 1          | 1997 | otoño              | –            | –            | 4 770 000    | 20,50%       | 4 220 000    | 16,51%       |              | Horario central |              |           |              |           |              |           |
| 6       | Canale 5          | 1999 | otoño              | 8 303 000    | 34,06%       | 7 916 000    | 35,51%       | 8 315 000    | 33,10%       |              | Horario central |              |           |              |           |              |           |
| 7       | Canale 5          | 2002 | invierno-primavera | –            | –            | –            | –            | –            | –            |              | Horario central |              |           |              |           |              |           |
| 8       | Canale 5          | 2003 | otoño              | –            | –            | –            | –            | –            | –            |              | Horario central |              |           |              |           |              |           |
| 9       | Canale 5          | 2005 | invierno-primavera | –            | –            | –            | –            | –            | –            |              | Horario central |              |           |              |           |              |           |
| 10      | Canale 5          | 2007 | invierno-primavera |              |              | 5 146 000    | 22,88%       | 6 277 000    | 27,14%       | 4 261 000    | Horario central | 20,19%       |           |              |           |              |           |
| 11      | Canale 5          | 2009 | invierno           |              |              | 5 781 000    | 23,91%       | 6 937 000    | 28,16%       | 4 706 000    | Horario central | 22,14%       |           |              |           |              |           |
| 12      | Canale 5          | 2012 | primavera          |              |              | 4 214 000    | 18,44%       | 4 946 000    | 20,82%       | 3 904 000    | Horario central | 18,35%       |           |              |           |              |           |
| 13      | Canale 5          | 2015 | invierno           | 6 156 000    | 25,76%       | 6 478 000    | 26,97%       | 5 835 000    | 24,54%       |              | Horario central |              |           |              |           |              |           |
| 14      | Canale 5          | 2018 | otoño              |              |              | 3 211 000    | 16,71%       | 3 784 000    | 20,31%       | 2 973 000    | Horario central | 15,20%       |           |              |           |              |           |
| 15      | Canale 5          | 2021 | verano-otoño       |              |              | 2 990 000    | 16,34%       | 3 506 000    | 21,29%       | 2 664 000    | Horario central | 14,60%       |           |              |           |              |           |
| 16      | Canale 5          | 2022 | verano-otoño       | 1 867 000    | 12,65%       | 2 048 000    | 17,14%       | 1 820 000    | 11,40%       |              | Horario central |              |           |              |           |              |           |

## Cabeceras del programa
El tema histórico del programa (utilizado de 1995 a 2009) es interpretado por Giampiero Boneschi y Claudio Calzolari. En 1993 el tema de cierre fue Menealo cantado y bailado por Pamela Prati, quien también canta el tema de cierre de 1994 Que te la pongo. En la edición de 2012 la sigla sigue siendo la histórica pero reorganizada en una versión orquestal. En las ediciones de 2015 y 2018 el tema principal es la canción Rebel Rebel de David Bowie. A partir de 2021 la sigla vuelve a ser la histórica pero se ha vuelto a reordenar.

## Chistes nunca emitidos
Se requiere un formulario de liberación firmado por la víctima para transmitir la broma. Se ha revelado que algunas víctimas no firmaron el comunicado. Entre estos se encuentra Adriano Celentano; la broma triunfó, pero el cantante no firmó el descargo porque la micro cámara lo deformó en su opinión. Otras personas que no han firmado el comunicado son Giancarlo Giannini, quien se puso furioso y rompió la cámara; Sandro Ciotti, en una broma con su amiga y presentadora María Teresa Ruta como cómplice en la que el conocido comentarista se enfrentaba a unos matones que habían destrozado unos coches aparcados; Claudio Cecchetto, quien negó la difusión de su chiste en el que un supuesto amigo querido de Silvio Berlusconi aventuró fuertes críticas en su contra; Alessandro Benvenuti, quien en el chiste se hospedaba en un hotel cuando de repente le pidieron que cambiara de habitación que resultó ser todo menos cómoda, Mario Capanna, Mike Bongiorno (este último vio un oso bajado en el techo de su coche) y Emma Bonino.

## Chistes fallidos
Algunas bromas fueron descubiertas primero por la víctima, como la de Giancarlo Magalli, Gerry Scotti, Paolo Maldini, Miguel Bosé y Piero Chiambretti, emitida el 14 de mayo de 2012, mientras que la de Andrea Occhipinti fue suspendido por enfermedad del protagonista. En 2018 se cambió la broma a Andrea Pucci siguiendo la intuición de la broma por parte de este último.

## Cómplices VIP
Muchos chistes han tenido cómplices ocasionales, es decir, no los rituales como Pamela Prati en la edición de 1993 o Alfonso Signorini en la de 2007. Entre los muchos "apoyadores" famosos recordamos a Teo Mammucari en los chistes sobre Max Biaggi (el primer chiste inmediatamente) y a Marco Columbro en el segundo chiste en el que él es el protagonista, así como a Valerio Staffelli, protagonista de varios chistes, incluido el uno sobre Marta Flavi; Patrizia De Blanck, cómplice de la broma a Asia Argento, Loredana Bertè y en la primera de Mara Venier; Alberto Castagna en el segundo lo hicieron Wendy Windham, Gianmarco Tognazzi, Alessandro Gassmann, Carmen Russo y Enzo Paolo Turchi y Giucas Casella; Jo Squillo cómplice de las cándidas Oriella Dorella, Ilary Blasi, Roberta Lanfranchi y muchas otras. En la edición de 2015, cada víctima tiene un cómplice VIP, como Giovanna Civitillo, por la broma a Amadeus; Federica Panicucci y Francesco Oppini por Alba Parietti; Riccardo Trombetta, Giuseppe Cruciani e Ilary Blasi por David Parenzo y Leonardo Fiaschi y Frank Matano por el de Paolo Brosio. En la edición de 2018, Michelle Hunziker es cómplice de la broma a su hija Aurora Ramazzotti; Federico Vespa de la broma que le hizo a su padre Bruno Vespa; la actriz Flora Canto de la broma a su pareja Enrico Brignano y Carmen Russo de la que le hizo a su marido Enzo Paolo Turchi. En 2021 Cristèl Carrisi es cómplice de la broma a su padre Al Bano y la periodista Giorgia Rossi junto al exfutbolista Fulvio Collovati son cómplices de la broma a Ciccio Graziani. En 2022 Daniele Battaglia es cómplice de la broma sobre Diletta Leotta. Además, las propias víctimas de las bromas de un episodio son cómplices de la realización de la broma en directo durante la grabación del episodio.

## Autores
Los autores de los chistes realizados a lo largo de quince ediciones del programa (a excepción de la decimotercera, en la que la tarea fue encomendada al grupo autoral de Le Iene), son principalmente los siguientes:
- Marco Balestri (1992-2012)
- Salvatore De Pasquale (1992)
- Marco Posani (1992)
- Alejandro Hipólito (1992)
- David Parenti (1992)
- George John Squarcia (1992)
- Christophe Sánchez (1992)
- Alvise Borghi (1992-1993)
- Flavio Andreini (1993-1994, 1999-2007)
- Ricardo Di Stéfano (1993-1994, 1999-2007)
- Darío Viola (1993-1995)
- Marcello Lopez (1995-1997)
- Massimo Martelli (1995, 2003-2009)
- Carlos Pistarino (1995)
- Paolo Lizza (1997, 2002)
- Mangosta Zap (1997)
- Mirko Setarō (1997-2002)
- Ricardo Barberi (1999)
- Teo Teocolí (2002-2003)
- Andrea Marchi (2003-2005, 2021)
- Fabricio Testini (2007-2009)
- Paola Vedani (2007)
- Martín Clericetti (2007)
- Paolo Cananzi (2009)
- Lucio Wilson (2009)
- Charlie tango (2009, 2021)
- Sergio Rubiño (2018)
- marco salvati (2018)
- Federico Moccia (2018)
- Fabricio Montagner (2021)

## Otros medios
- Scherzi a parte inspiró una historia cómica en el n. 1988 de Mickey Mouse de 1994, titulado Donald Duck & Gastone... ¡bromas aparte! y diseñado por Fabio Michelini y Romano Scarpa.[40]
- La parodia de Scherzi ad Arte se inspiró en la emisión, compuesta por unos sketches interpretados por Fabio De Luigi en la emisión Mai dire... en la década de 2000.